# Streuobstwiesen von Darmstadt-Eberstadt /Prinzenberg und Eichwäldchen

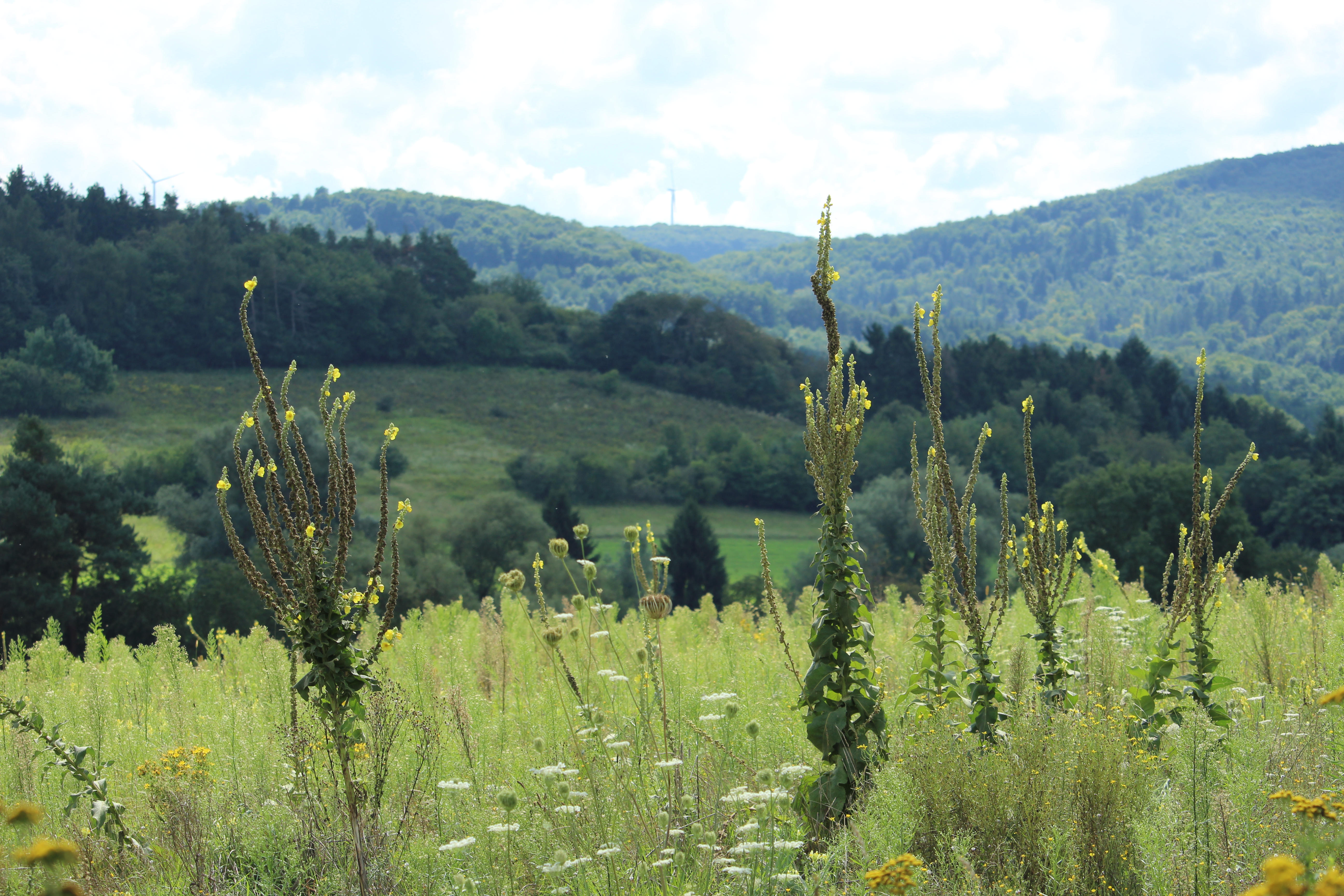
Spätsommerliche Wiese am Eichwäldchen

Die Streuobstwiesen von Darmstadt-Eberstadt /Prinzenberg und Eichwäldchen sind ein FFH-Gebiet am Ostrand der Gemarkung Eberstadt, kreisfreie Stadt Darmstadt, in Südhessen.

## Lage
Das FFH-Gebiet mit der Nummer 6117-308 liegt im Naturraum Bergstraße, Eberstädter Becken. Es befindet sich unmittelbar nordöstlich von Darmstadt-Eberstadt. Das Gelände steigt von 145 Meter Meereshöhe im Süden auf 241 Meter am Prinzenberg an. Die geschützte Fläche beträgt 37,52 Hektar.
Das FFH-Gebiet ist gleichzeitig ein Teil des größeren EU-Vogelschutzgebietes „Prinzenberg bei Darmstadt-Eberstadt“.

## Geschichte
Etwa 1880 wurde der Weinanbau in dem Gebiet allmählich vom Obstbau verdrängt. Bis in die 1930er Jahre standen die Obstbäume oft noch in Äckern. Dann entwickelten sich Streuobstwiesen, die bis Anfang der 1990er Jahre durch einen Wanderschäfer beweidet, oder seit Mitte der 1980er Jahre vom Bund für Umwelt und Naturschutz Deutschland (BUND) gemäht wurden. Seit 1995 kümmert sich der „Freundeskreis Eberstädter Streuobstwiesen“ um die Pflege der Wiesen und um Schnitt, Ernte und Erneuerung der Obstbäume. In dem Gebiet gibt es neben ausgedehnten älteren Streuobstwiesen und jüngeren Nachpflanzungen auch Äcker, Gärten und Freizeitgelände. Im Jahr 2000 wurden die „Streuobstwiesen von Darmstadt-Eberstadt /Prinzenberg und Eichwäldchen“ als FFH-Gebiet gemeldet, die Ausweisung erfolgte am 16. Januar 2008.

## Beschreibung, Flora und Fauna
Das FFH-Gebiet umfasst das Bachtal des Hetterbaches mit angrenzenden Sandrasen, mageren Wiesen und Streuobstbeständen mit hohem Totholzanteil.
Die zu schützenden Lebensraumtypen sind Magere Flachland-Mähwiesen (LR 6510) und Offene Grasflächen mit Silbergras und Straußgras auf Binnendünen (LR 2330). Hier kommt das seltene Sand-Zwerggras vor. Geowissenschaftlich bedeutend ist die Versickerung des Hetterbaches in Flugsanden im Süden des Gebietes.
Im Gebiet leben 15 gefährdete Vogelarten, 11 Brutvogelarten und 4 Nahrungsgäste, darunter Neuntöter, Grauspecht, Wespenbussard und Wiedehopf. Der Wendehals hat im Gesamtgebiet der Eberstädter Streuobstwiesen sein größtes Brutvorkommen in Hessen. An Fledermäusen kommen Großes Mausohr, Große Bartfledermaus/Kleine Bartfledermaus, Zwergfledermaus und Großer Abendsegler vor. Zauneidechse, Schlingnatter und Ringelnatter leben am Rand der Wiesen.
Die nötigen Maßnahmen, um das Schutzgebiet zu erhalten und entwickeln, sind durch Pflegepläne festgelegt.